# Нарайовські

Варіант гербу Яніна

Нарайовські гербу Яніна — шляхетський рід Королівства Польського. Були представлені в Руському,   Берестейському воєводствах. Представники роду були дідичами, зокрема, Нараєва.

## Представники
- Бартломей (пом. 1630), Шимон Окольський стверджував про його надгробок у буському костелі
- Катажина — дружина Станіслава Стшемеського
- Юзеф — підсудок, суддя земський львівський
- Миколай — брат Юзефа, мечник, підсудок, суддя земський львівський, запис «конституції» сейму 1633 року вказував, що був комісаром «для заспокоєння бунтів», фундатор парафії РКЦ у Фірлеєві[1]; дружина — Катерина з Дідушицьких, донька Вацлава, шлюб уклали в 1592 році[2]
  - Самуель — стольник перемиський, львівський[3]
  - Стефан — стольник подільський
- Бенедикт — підстолій галицький
- Єжи, Рафал — згадані 1632 року
- Миколай — суддя, згаданий 23 січня 1563 як комісар у майновій справі Вацлава Дідушицького[4]
- Ева — дружина Пйотра Ожґи з Осси[5]
- ім'я невідоме — дружина Анджея Лончинського
- Катажина, Уршуля — монашки-бенедиктинки монастиря у Львові
- Зофія — мати львівського латинського архиєпископа Яна Порохницького[6]